# زبان نقش دار (سالپی گلوسیس)
زبان نقش دار (سالپی گلوسیس) (نام علمی: Salpiglossis) نام یک سرده از خانواده بادنجانیان است.